# 二茂锡
二茂锡是一种金属有机化合物，化学式为Sn(C
5H
5)
2，可由环戊二烯基钠和氯化亚锡反应得到。它和镧系金属的置换反应可以用于制备镧系元素环戊二烯配合物。它和二茂铁不同，其茂环互相不平行。
茂环取代的衍生物是已知的。